# Calcaribracon townesi
Calcaribracon townesi är en stekelart som beskrevs av Donald L.J. Quicke 1988. Calcaribracon townesi ingår i släktet Calcaribracon och familjen bracksteklar. Inga underarter finns listade.